# Rhithrogena laciniosa
Rhithrogena laciniosa is een haft uit de familie Heptageniidae. De wetenschappelijke naam van de soort is voor het eerst geldig gepubliceerd in 1979 door Sinitshenkova.
De soort komt voor in het Palearctisch gebied.